# Soyuz MS-07
Soyuz MS-07 es un vuelo espacial del Soyuz lanzado el 17 de diciembre de 2017. Transporta a tres miembros de la tripulación de la Expedición 54 hacia la Estación Espacial Internacional. MS-07 es el vuelo número 136 de una nave espacial Soyuz. El equipo estará compuesto por un comandante ruso, un médico japonés y un ingeniero de vuelo estadounidense.
La Soyuz se acopló a la Estación Espacial Internacional el 19 de diciembre de 2017.

## Tripulantes
| Puesto               | Miembros de la tripulación                              | Miembros de la tripulación                              |
| -------------------- | ------------------------------------------------------- | ------------------------------------------------------- |
| Comandante           | Anton Shkaplerov, Roscosmos Expedición 54 Segundo vuelo | Anton Shkaplerov, Roscosmos Expedición 54 Segundo vuelo |
| Ingeniero de Vuelo 1 | Norishige Kanai, JAXA Expedición 54 Primer vuelo        | Norishige Kanai, JAXA Expedición 54 Primer vuelo        |
| Ingeniero de Vuelo 2 | Scott D. Tingle, NASA Expedición 54 Segundo vuelo       | Scott D. Tingle, NASA Expedición 54 Segundo vuelo       |